# Guerra del Pacífic
|  | Aquest article tracta sobre la Segona Guerra Mundial. Si cerqueu la Primera Guerra Mundial, vegeu «Teatre d'operacions del Pacífic (Primera Guerra Mundial)». |

|  | Per a altres significats, vegeu «Guerra del Pacífic (desambiguació)». |

La Campanya de l'Oceà Pacífic va ser la part de la Segona Guerra Mundial i els conflictes anteriors que van tenir lloc en l'oceà Pacífic, les seves illes, entre 1941, i el 1945.

## Pearl Harbor

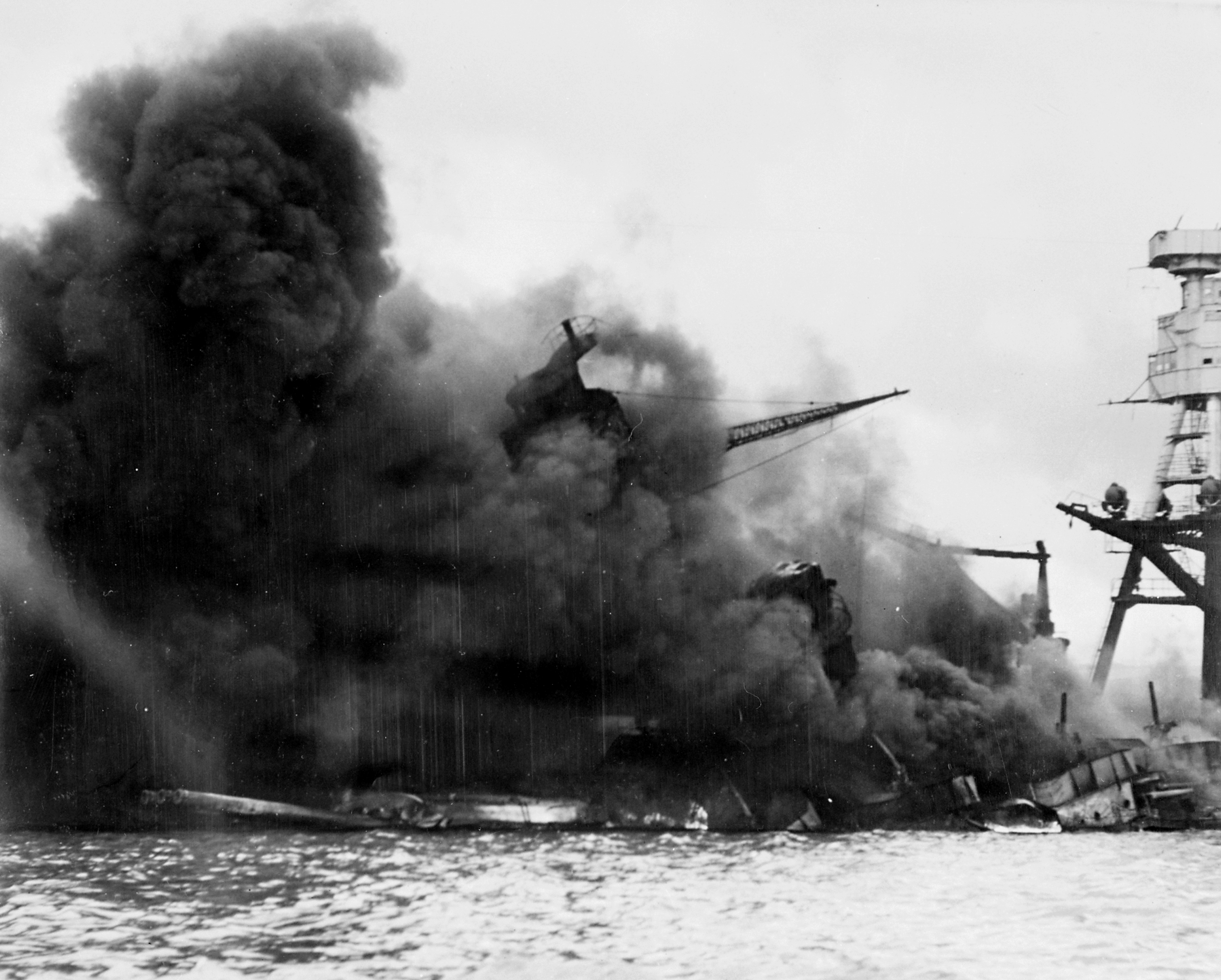
Les restes mig enfonsades del cuirassat USS Arizona després de ser bombardejat.

Durant el matí del 7 de desembre de 1941, avions japonesos procedents de portaavions van atacar la base naval nord-americana de Pearl Harbor, a l'illa Oahu de Hawaii. Els americans van ser agafats completament per sorpresa i van patir prop de 2.400 baixes. Vuit cuirassats i altres vaixells menors van ser enfonsats o danyats severament. No obstant això, els portaavions americans, que aquell dia no estaven al port, els dipòsits de combustible i les instal·lacions de reparació de vaixells van escapar a l'atac.
El mateix dia 7, el Japó (en aquell temps, Imperi Japonès) va declarar la guerra als Estats Units i al Regne Unit, declaració que va ser resposta l'endemà mateix per americans, britànics i també australians. El dia 11 de desembre, Alemanya va declarar la guerra als EUA, tot i que segons el Pacte Tripartit de 1940 no hi estava obligada. A partir de llavors, la guerra que fins aquell moment s'havia limitat a Europa i a Àfrica, es va estendre també a l'Àsia i al Pacífic convertint-se en una veritable guerra mundial. Paral·lelament, les forces japoneses van envair el sud i l'est de Tailàndia i es van resistir durant diverses hores, abans que el govern tailandès signés un armistici i entrés en una aliança amb el Japó.

## L'expansió japonesa al sud-est asiàtic
- Més informació als articles Batalla de les Filipines (1941-42), Batalla de Bataan, Batalla de Malàisia, Batalla de Singapur.

De forma simultània a l'atac a Pearl Harbor, els japonesos van començar la invasió de les colònies britàniques de Hong Kong i Malàisia, de la colònia holandesa de les Índies Orientals (que es correspon, aproximadament, amb l'actual Indonèsia) i de les possessions americanes de les Filipines i de les illes de l'oceà Pacífic com Guam i Wake.
L'expansió japonesa pel sud-est asiàtic va durar fins a mitjan 1942 i es va estendre a llocs tan allunyats entre si com Birmània, les illes Salomó i les Aleutianes. Va ser frenada pels exèrcits aliats en tres punts: Midway, Nova Guinea i Guadalcanal.

## Midway
- Més informació als articles Batalla del Mar del Corall, Batalla de Midway.

La batalla de Midway (4 de juny de 1942) va ser una batalla naval i aèria en què els japonesos van perdre la majoria dels seus portaavions i molts dels seus millors pilots, convertint-se en la primera gran derrota japonesa de la guerra i és vista per molts com el punt d'inflexió de la guerra del Pacífic.
A Nova Guinea, l'objectiu dels japonesos era conquerir Port Moresby per després poder atacar Austràlia. Però els plans japonesos es van veure frustrats, primer a la batalla del Mar del Corall (4-8 de maig), on una flota nord-americana els va impedir desembarcar tropes a l'illa, i després a la pista de Kokoda, on durant els mesos d'agost i setembre japonesos, americans i australians es van enfrontar enmig de la jungla. Després d'aconseguir arribar a només 50 km de Port Moresby, la falta de reforços i de material va obligar els japonesos a retrocedir i a abandonar definitivament els seus plans.

## Guadalcanal
L'illa de Guadalcanal, a l'arxipèlag de les Salomó, estava ocupada pels japonesos des del juliol de 1942. Els americans hi van desembarcar el 7 d'agost. A partir de llavors, Guadalcanal i les seves aigües es van convertir en el centre de nombrosos combats terrestres, navals i aeris. Els japonesos no van poder resistir el ritme de baixes i el gener de 1943 es va ordenar l'evacuació de l'illa. Després d'aquestes derrotes, els japonesos van perdre totalment la iniciativa i es van limitar a defensar els territoris ja ocupats.
Després d'haver aturat l'expansió japonesa pel Pacífic, els aliats van passar a l'atac. Cap a la fi de juny de 1943, va començar una campanya per aïllar la important base japonesa de Rabaul a l'illa de Nova Bretanya. Es van atacar simultàniament les bases japoneses a Nova Guinea, seguint la costa nord de l'illa en direcció nord-oest i es van realitzar atacs amfibis a les illes Salomó. La bona marxa de l'operació va permetre que a final de 1943 tropes nord-americanes desembarquessin a la mateixa illa de Nova Bretanya. Pel mateix temps però a milers de quilòmetres d'allí, els americans van expulsar els japonesos dels atols de Tarawa i Makin, a les illes Gilbert.
L'avanç de l'exèrcit dels Estats Units pel Pacífic va continuar amb la conquesta de les illes Marshall el febrer de 1944. Molt més important va ser la conquesta de les illes Mariannes (juny-agost), i especialment l'illa de Saipan, ja que la possessió d'aquesta illa va permetre als americans establir bases aèries avançades des d'on bombardejar el mateix territori japonès. La reacció japonesa a l'ocupació de Saipan va ser la batalla del Mar de les Filipines (19-20 de juny). L'armada japonesa va utilitzar tots els portaavions que li quedaven i un gran nombre d'avions per expulsar els americans de les Mariannes però la batalla se'ls va girar en contra i van patir una dolorosa derrota de la que ja no es podrien recuperar. El següent pas dels americans va ser la invasió de les Filipines que va començar el 20 d'octubre amb la invasió de l'illa de Leyte i que va anar seguida de la batalla del golf de Leyte on els japonesos van utilitzar atacs kamikazes per primera vegada.

## Manila, Iwo Jima i Okinawa
- Més informació als articles Batalla de Luzon, Batalla de Manila (1945), Batalla d'Iwo Jima, Batalla d'Okinawa.

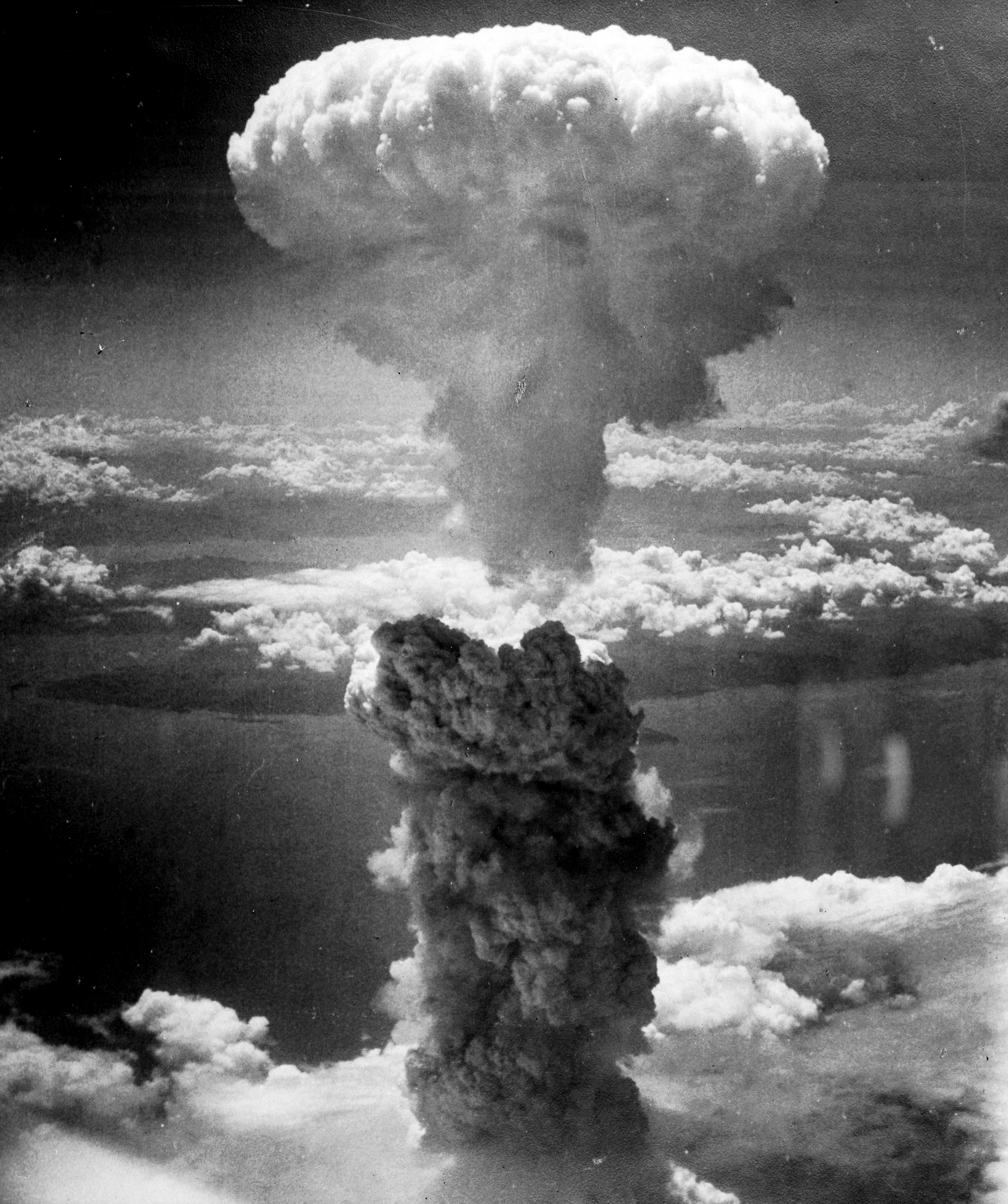
Durant el matí del 9 d'agost de 1945, el bolet atòmic de l'explosió nuclear sobre la ciutat japonesa de Nagasaki es va elevar a una altitud de 18.000 m. Aquest atac va precipitar la rendició del Japó i la fi de la guerra.

El gener, els americans van desembarcar a Luzón, l'illa més gran de les Filipines. Manila, la capital, va ser capturada el 3 de març. La conquesta completa de les Filipines no va acabar fins al juliol però mentrestant els americans ja es van concentrar en el seu següent objectiu, l'illa d'Iwo Jima. La batalla d'Iwo Jima es va lluitar entre el (19 de febrer i 26 de març) i la importància d'aquesta illa radicava en el fet que des d'allí els avions caces americans podien donar protecció als B-29 que bombardejaven les ciutats japoneses. Però aquesta illa ja es considerava territori japonès i la defensa japonesa va ser especialment dura, provocant un nombre elevadíssim de baixes en els marines americans. La següent illa a ser envaïda va ser Okinawa (1 d'abril-21 de juny), on el nombre de baixes americanes va ser igualment gran.
Tot i que encara quedaven moltes bosses de resistència japonesa escampades pel Pacífic i el sud-est asiàtic, l'alt comandament nord-americà ja tenia planejada la invasió del Japó, prevista per al mes de novembre. Però la dura resistència japonesa a Iwo Jima i a Okinawa feien presagiar una campanya molt dura per als americans.

## Bombardeigs d'Hiroshima i Nagasaki i rendició del Japó
- Més informació als articles Bombardeigs atòmics d'Hiroshima i Nagasaki, Invasió de les illes Kurils, Operació Tempesta d'Agost, Rendició del Japó.

El mes de juliol de 1945, el Projecte Manhattan va finalitzar la construcció de la primera bomba atòmica. El President dels Estats Units, Harry S. Truman, va decidir utilitzar aquesta nova arma per obligar el Japó a rendir-se immediatament. El 6 d'agost de 1945, la primera bomba atòmica amb finalitats bèl·liques va explotar sobre la ciutat japonesa d'Hiroshima, destruint-la per complet i provocant uns 75.000 morts i un nombre encara més gran de ferits. Com que el govern japonès no es va rendir immediatament, el 9 d'agost una altra bomba va ser llançada sobre Nagasaki, provocant una mortaldat i una destrucció semblants.
El 8 d'agost, exactament 3 mesos després de la fi de la guerra a Europa i complint el pacte acordat amb els aliats a la Conferència de Jalta, la Unió Soviètica va declarar la guerra al Japó i va envair Manxúria.
El 15 d'agost, l'Emperador del Japó Hiro Hito I va prendre la decisió d'anunciar per ràdio la rendició del país, tot i que una part del govern japonès estava decidit a continuar lluitant. La rendició oficial del Japó es va firmar el 2 de setembre. Això va significar el final de la Segona Guerra Mundial, tot i que algunes unitats japoneses aïllades van continuar lluitant algunes setmanes més.

Mapa, anterior a la Guerra del Pacífic, de les potències imperials del Pacífic, a l'1 de setembre de 1939. Les dates que s'hi indiquen corresponen a l'any aproximat en què les diferents potències obtenen el control de les seves possessions.

## Campanyes de la Guerra del Pacífic
- 07-07-1937 – 09-09-1945 Segona Guerra Sinojaponesa

### Guerres Frontereres Sovietico-Japoneses
- 29-07-1938 – 11-08 Batalla del Llac Khasan
- 11-05-1939 – 16-09-1939 Batalla de Khalkhin Gol
- 08-08-1945 – 02-09-1945 Operació Tempesta d'Agost

### Conquesta japonesa del Sud-est Asiàtic i del Pacífic
- 07-12-1941 Atac a Pearl Harbor
- 08-12-1941 Invasió japonesa de Tailàndia[6]
- 08-12-1941 Batalla de Guam
- 08-12-1941 – 25-12-1941 Batalla de Hong Kong[7]
- 08-12-1941 – 31-01-1942 Batalla de Malàisia
- 10-12-1941 Enfonsament del HMS Prince of Wales i del HMS Repulse
- 11-12-1941 – 24-12-1941 Batalla de l'illa de Wake
- 16-12-1941 – 01-04-1942 Campanya de Borneo
- 22-12-1941 – 06-05-1942 Batalla de les Filipines (1941-42)
- 01-01-1942 – 25-10-1945 Transport dels Presoners de Guerra via Hell ships
- 11-01-1942 – 12-01-1942 Batalla de Tarakan
- 23-01-1942 Batalla de Rabaul
- 24-01-1942 Batalla naval de Balikpapan
- 25-01-1942 Tailàndia declara la guerra als Aliats
- 30-01-1942– 03-02-1942 Batalla d'Ambon
- 30-01-1942 – 15-02-1942 Batalla de Singapur
- 04-02-1942 Batalla de l'estret de Makassar
- 14-02-1942 – 15-02-1942 Batalla de Palembang
- 19-02-1942 Atacs aeris sobre Darwin, Austràlia[8] a Austràlia
- 19-02-1942 – 20-2-1942 Batalla de l'Estret de Badung
- 19-02-1942 – 10-02-1943 Batalla de Timor
- 27-02-1942 – 01-03-1942 Batalla del Mar de Java
- 01-03-1942 Batalla de l'Estret de Sunda
- 01-03-1942 – 09-03-1942 Batalla de Java
- 31-03-1942 Batalla de l'Illa de Nadal
- 31-03-1942 – 10-04-1942 Atac de l'Oceà Índic
- 09-04-1942 Inici de la Marxa de la Mort de Bataan
- 18-04-1942 Atac de Doolittle
- 03-05-1942 Invasió japonesa de Tulagi
- 04-05-1942 – 08-05-1942 Batalla del Mar del Coral
- 31-05-1942 – 08-06-1942 Atacs sobre la zona portuària de Sydney, Austràlia
- 04-06-1942 – 06-06-1942 Batalla de Midway

### Ofensives Aliades

#### Campanyes del Sud-est Asiàtic
- Campanya de Birmània: 16-12-1941 – 15-08-1945
- 15-05-1945 – 16-05-1945 Batalla de l'Estret de Malaca

#### Campanya de Nova Guinea
- 23-01-1942 – Batalla de Rabaul
- 07-03-1942 – Operació Mo (invasió japonesa de Nova Guinea)
- 04-05-1942 – 08-05-1942 Batalla del Mar del Corall
- 01-07-1942 – 31-01-1943 Campanya de Kokoda Track
- 25-08-1942 – 05-09-1942 Batalla de la Badia Milne
- 19-11-1942 – 23-01-1942 Batalla de Buna-Gona
- 28-01-1943 – 30-01-1943 Batalla de Wau
- 02-03-1943 – 04-03-1943 Batalla del Mar de Bismarck
- 29-06-1943 – 16-09-1943 Batalla de Lae
- 30-06-1943 – 25-03-1944 Operació Roda de Carro
- 19-09-1943 – 24-04-1944 Campanya de la serralada de Finisterre
- 22-09-1943 – 15-01-1944 Campanya de la Península de Huon
- 01-11-1943 – 11-11-1943 Atac de Rabaul
- 15-12-1943 – 15-08-1945 Campanya de Nova Bretanya
- 29-02-1944 – 25-03-1944 Campanya de les Illes de l'Almirallat
- 22-04-1944 – 15-08-1945 Campanya de Nova Guinea Occidental

#### Campanya de les Illes Aleutianes
- 06-06-1942 – 15-08-1943 Batalla de les Illes Aleutianes
- 07-06-1942 – 15 d'agost-1943 Batalla de Kiska
- 26-03-1943 – Batalla de les Illes Komandorski

#### Campanya de Guadalcanal
- 07-08-1942 – 09-02-1943 Batalla de Guadalcanal
- 09-08-1942 Batalla de l'Illa Savo
- 24-08-1942 – 25-08-1942 Batalla de les Salomó Orientals
- 11-10-1942 – 12-10-1942 Batalla del Cap Esperança
- 25-10-1942 – 27-10-1942 Batalla de les Illes Santa Cruz
- 13-11-1942 – 15-11-1942 Batalla Naval de Guadalcanal
- 30-11-1942 Batalla de Tassafaronga

#### Campanya de les Illes Salomó
- 29-01-1943 – 30-01-1943 Batalla de l'Illa Rennell
- 06-03-1943 Batalla de l'Estret Blackett
- 10-06-1943 – 25-08-1943 Batalla de Nova Geòrgia
- 06-07-1943 Batalla del Golf de Kula
- 12-07-1943 – 13-07-1943 Batalla de Kolombangara
- 06-08-1943 – 07-08-1943 Batalla del Golf de Vella
- 17-08-1943 – 18 d'agost-1943 Batalla de Horaniu
- 15-08-1943 – 09-10-1943 Batalla de Vella Lavella
- 06-10-1943 Batalla Naval de Vella Lavella
- 01-11-1943 – 21 d'agost-1945 Batalla de Bougainville
- 01-11-1943 – 02-11-1943 Batalla de la Badia Empress Augusta
- 26-11-1943 Batalla del Cap St. George

#### Campanya de les Illes Gilbert i Marshall
- 20-11-1943 – 23-11-1943 Batalla de Tarawa
- 20-11-1943 – 24-11-1943 Batalla de Makin
- 31-01-1944 – 07-02-1944 Batalla de Kwajalein
- 16-02-1944 – 17-02-1944 Atac sobre Truk
- 16-02-1944 – 23-02-1944 Batalla d'Eniwetok

#### Bombardeig del Sud-est Asiàtic 1944-45
- 19-04-1944 Operació Palestra
- 17-05-1944 Operació Jou
- 05-06-1944 – Maig 1945 Operació Matterhorn
- 24-01-1945 – 29-01-1945 Operació Meridià

#### Campanya de les Illes Marianes i Palau
- 15-06-1944 – 09-07-1944 Batalla de Saipan
- 19-06-1944 – 20-06-1944 Batalla del mar de les Filipines
- 21-07-1944 – 10-08-1944 Batalla de Guam
- 24-07-1944 – 01-08-1944 Batalla de Tinian
- 15-09-1944 – 25-11-1944 Batalla de Peleliu
- 17-09-1944 – 30-09-1944 Batalla de Angaur

#### Campanya de les Filipines
- 20-10-1944 – 10-12-1944 Batalla de Leyte
- 24-10- 1944 – 25-10-1944 Batalla del golf de Leyte
- 11 de novembre-1944 – 21-12-1944 Batalla de la bahia d'Ormoc
- 15-12-1944 – 04-07-1945 Batalla de Luzon
- 09-01-1945 Invasió del golf de Lingayen
- 04-02 - 03-03-1945 Batalla de Manila
- 27-02-1945 – 04-07-1945 Campanya del Sud de les Filipines

#### Campanya de les Illes Volcano i Ryukyu
- 16-02-1945 – 26-03-1945 Batalla d'Iwo Jima
- 01-04-1945 – 21-06-1945 Batalla d'Okinawa
- 07-04-1945 Operació Ten-Gō

#### Campanya de Borneo
- 01-05-1945 – 25-05-1945 Batalla de Tarakan
- 10-06-1945 – 15-06-1945 Batalla de Brunei
- 10-06-1945 – 22-06-1945 Batalla de Labuan
- 17-06-1945 – 15-08-1945 Batalla de Borneo Septentrional
- 07-07-1945 – 21 de juliol-1945 Batalla de Balikpapan

#### Campanya del Japó
- 22-07-1945 Batalla de la Bahia de Tokio
- 06-08-1945 – 09-08-1945 Bombardeigs atòmics d'Hiroshima i Nagasaki